# Winston Peters
Winston Raymond Peters (Whangarei, 11 de abril de 1945) es un político neozelandés, quien se ha desempeñado como vice primer ministro de Nueva Zelanda en tres ocasiones, así como ministro de Relaciones Exteriores.

## Carrera
Entró al parlamento en 1979 por Hunua, aunque perdió la elección de 1978 contra Malcolm Douglas, ganó el escaño después de una audiencia de siete semanas ante el tribunal superior de Nueva Zelanda. Perdió el escaño en 1981 y reingresó al parlamento en 1984 representando a Tauranga.
En 1990, fue designado ministro de Asuntos Maorí, en este cargo, fue coautor del reporte Ka Awatea, en el cual defendió la fusión del ministerio y de la Agencia de Transición Iwi en el Ministerio de Desarrollo Maorí. Criticó las reformas neoliberales y al gobierno de su propio partido, el Partido Nacional de Nueva Zelanda, por lo que fue destituido del cargo en octubre de 1991. Su visión contraria al partido lo llevó a ser expulsado del caucus en octubre de 1992, en 1993, su partido se negó a postularlo al parlamento, por lo que renunció a ambos, forzando una elección parcial, en la que resultó elegido como independiente. Ese mismo año, formó Nueva Zelanda Primero.
Para las Elecciones generales de Nueva Zelanda de 1996, el Partido Nacional formó alianza con Nueva Zelanda Primero. Entre las negociaciones de coalición, Peters fue planteado como primer ministro, pero finalmente se quedó con el puesto de vice primer ministro y el de tesorero. La coalición colapsó en 1998 y fue despedido del cargo.
En 2005 Helen Clark lo nombró como ministro de Relaciones Exteriores para obtener el apoyo de Nueva Zelanda Primero. Dimitió el 29 de agosto de 2008 en medio de una investigación policial sobre las donaciones a su partido.
En 2017 hizo una coalición con el Partido Laborista de Nueva Zelanda, liderado por Jacinda Ardern. Peters fue designado como ministro de Relaciones Exteriores y vice primer ministro. Entre el 21 de junio y el 2 de agosto de 2018 fungió como primer ministro interino.
En las elecciones generales de 2020 su partido obtuvo solo el 2,6 % del voto popular, perdiendo todos sus escaños en el parlamento y quedando relegado del gobierno.